# Stephen Miller (consigliere politico)
Stephen Miller (Santa Monica, 23 agosto 1985) è un funzionario statunitense, che è stato consigliere superiore del Presidente degli Stati Uniti Donald Trump.
La sua ideologia è descritta come di estrema destra e favorevole a politiche contro l'immigrazione. In precedenza ha svolto la funzione di responsabile delle comunicazioni dell'allora senatore Jeff Sessions e anche di segretario stampa per i rappresentanti statunitensi Michele Bachmann e John Shadegg.
Essendo uno degli scrittori dei discorsi di Trump, Miller ha contribuito a scrivere il discorso inaugurale di Trump. È stato un consulente chiave sin dai primi giorni della presidenza di Trump. Fervente oppositore dell'immigrazione, Miller è stato uno degli artefici del travel ban di Trump, ossia la riduzione dei rifugiati accolti da parte dell'amministrazione degli Stati Uniti, e della politica di Trump di separare i bambini migranti dai loro genitori. Secondo quanto riferito, Miller ha avuto un ruolo centrale nelle dimissioni nell'aprile del 2019 del segretario alla sicurezza nazionale Kirstjen Nielsen.
Alcune e-mail trapelate nel novembre 2019 hanno mostrato che Miller aveva promosso pubblicazioni di stampo nazionaliste bianche e teorie del complotto.

## Biografia
Nato a Santa Monica il 23 agosto 1985, è il secondo dei tre figli della famiglia ebrea di Michael D. Miller, un investitore immobiliare, e Miriam Glosser. Miller ha dichiarato di essere diventato un conservatore impegnato dopo aver letto Guns, Crime e Freedom, un libro che si oppone al controllo delle armi di Wayne LaPierre, CEO della National Rifle Association of America. Mentre frequentava il liceo di Santa Monica, Miller iniziò ad apparire in programmi radiofonici a stampo conservatore. Nel 2002, all'età di 16 anni, Miller scrisse una lettera al direttore del Santa Monica Outlook criticando la risposta della sua scuola agli attacchi dell'11 settembre.
Nel 2007, Miller si è laureato alla Duke University, dove ha studiato scienze politiche. Mentre frequentava la Duke, Miller ha accusato la poetessa e attivista per i diritti civili Maya Angelou di "paranoia razziale" ed ha descritto l'organizzazione studentesca Chicano Student Movement of Aztlán (MEChA) come un "gruppo ispanico nazionale radicale che crede nella superiorità razziale". Dopo essersi laureato, Miller ha iniziato a lavorare come segretario stampa per la deputata Michele Bachmann e per il deputato John Shadegg, entrambi repubblicani.
Nel 2009 Miller ha iniziato lavorare per il senatore dell'Alabama Jeff Sessions, che è stato successivamente nominato procuratore generale degli Stati Uniti. Miller e Sessions hanno sviluppato quello che Miller descrive come "populismo di stato-nazione", una risposta alla globalizzazione e all'immigrazione che hanno influenzato la campagna di Donald Trump del 2016.
Nel gennaio 2016 Miller ha aderito alla campagna presidenziale di Donald Trump come consigliere politico. Miller ha scritto il discorso pronunciato da Trump alla Convention nazionale repubblicana del 2016. Nell'agosto 2016 Miller è stato nominato capo del team di politica economica di Trump. Miller è stato visto come condividere una "parentela ideologica" con l'ex capo stratega della Casa Bianca e il co-fondatore della Breitbart News Steve Bannon, con cui ha avuto una lunga collaborazione, terminata nel 2017.

### Amministrazione Trump
Nei primi giorni della presidenza di Trump, Miller ha lavorato con il senatore Jeff Sessions, nominato da Trump come procuratore generale, e Steve Bannon, capo stratega di Trump. Viene accreditato come la persona dietro la decisione dell'amministrazione Trump di ridurre il numero di rifugiati ammessi negli Stati Uniti.
Miller ha avuto un ruolo influente nella decisione di Trump di licenziare il direttore dell'FBI James Comey nel maggio 2017. Nel novembre 2017, Miller è stato interrogato dal consigliere speciale Robert Mueller in relazione al suo ruolo nel licenziamento di Comey.
In vista delle elezioni parlamentari del 2018, Miller ha svolto un ruolo influente nella comunicazione di Trump, che si è concentrata sul seminare timori riguardo all'immigrazione.
Secondo quanto riferito, Miller ha avuto un ruolo centrale nelle dimissioni del Segretario alla sicurezza nazionale Kirstjen Nielsen il 7 aprile 2019. Nielsen si era opposto al piano sostenuto da Miller secondo il quale l'amministrazione Trump avrebbe dovuto effettuare arresti di massa di famiglie immigrate prive di documenti in 10 importanti città degli Stati Uniti.

## Vita privata
Miller ha sposato Katie Waldman il 16 febbraio 2020.